# Parafia Matki Bożej Częstochowskiej w Czarnej Wodzie
Parafia Matki Bożej Częstochowskiej w Czarnej Wodzie – rzymskokatolicka parafia w mieście Czarna Woda. Należy do dekanatu czerskiego diecezji pelplińskiej. Erygowana w dniu 6 kwietnia 1982 roku.
Do parafii należą miejscowości: Podlesie, Kocia Góra, Leśna Huta, Smolnik, Kamienna, Szyszkowiec.

## Historia
Utworzenie parafii w Czarnej Wodzie poprzedził fakt zakupienia przez ówczesnego proboszcza z Łęga, ks. Janusza Grochowskiego, działki z domem mieszkalnym przy ulicy Starogardzkiej nr 22 w Czarnej Wodzie. Po drobnych pracach modernizacyjnych, pomieszczenia byłego domu mieszkalnego przeznaczono pierwotnie na salki katechetyczne, a następnie na kaplicę, w której co niedzielę odbywały się nabożeństwa. Jej poświęcenia dokonał 31 grudnia 1981 r. ks. biskup Marian Przykucki, dając tym samym początek tworzenia się nowej parafii w Czarnej Wodzie.

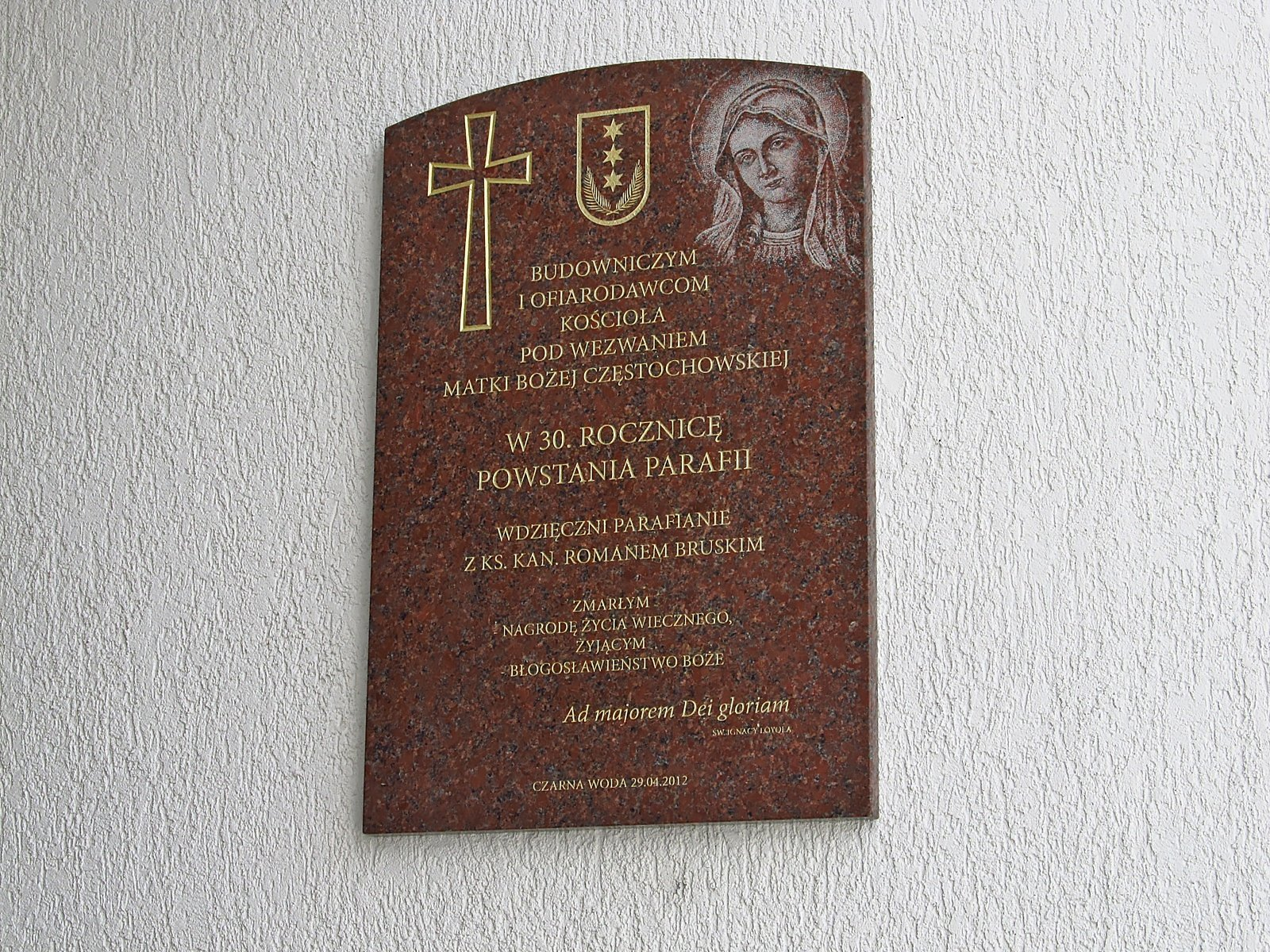
Pamiątka 30-lecia parafii

6 kwietnia 1982 r. został przez ordynariusza diecezji pelplińskiej wydany akt erygujący nową parafię w Czarnej Wodzie, mianujący jednocześnie ks. Zygfryda Leżańskiego jej proboszczem, powierzający mu organizację oraz budowę kościoła pod wezwaniem Matki Bożej Częstochowskiej. Z dniem wejścia w życie dekretu, tj. 20 kwietnia 1982 r., Czarna Woda stała się samodzielną parafią, liczącą około 2800 wiernych.
W 1982 roku rozpoczęto prace ziemne pod budowę ław fundamentowych plebanii, kościoła i salek katechetycznych, według projektu Pana Tomasza Lwa.
W czasie mszy św. w drugie Święto Bożego Narodzenia, wystąpił po raz pierwszy przed wiernymi, założony przez śp. Elżbietę Buca chór mieszany „Cor Matris”, śpiewając dwie kolędy: „Bracia patrzcie jeno” oraz „Gdy śliczna Panna”. Wybitnymi solistami w chórze byli; Izabella Pruszak, późniejsza dyrygent chóru oraz tenor Krzysztof Gornowicz.
Jako pierwsze zostały w 1983 roku wykończone salki katechetyczne, zewnętrznie została też wykończona plebania oraz powstały z kamienia mury kościoła. W 1984 roku nastąpiło oddanie do użytku cmentarza parafialnego przy ulicy Długiej. Grunty zostały wykupione od Nadleśnictwa Kaliska i następnie sukcesywnie wylesiane. W tymże roku całkowicie zakończono prace przy plebanii, wykończono mury kościoła i ułożono konstrukcję dachową.
Pierwszy odpust parafialny 26 sierpnia 1985 r., w dzień przypadającego Święta Patronki kościoła, odbył się w niewykończonym jeszcze, ale już zadaszonym kościele. W 1986 roku na wytynkowanych ścianach kościoła zawieszono pierwsze obrazy Drogi Krzyżowej, która jeszcze dwukrotnie w latach 1988 i 1995 zmieniała swój wygląd. W trakcie uroczystości odpustowych został poświęcony kościół wraz z ołtarzem.
Lata 1987 i 1988 to dalsze prace wykończeniowe wewnątrz świątyni, łącznie z instalacją wykonanych przez Pana J. Kiedrowskiego drewnianych ławek.
1 września 1989 roku proboszczem parafii został ks. Roman Bruski, budowniczy kościoła i plebanii w parafii Klukowa Huta na Kaszubach. Zastąpił na tym miejscu ks. Franciszka Rzoskę, który był proboszczem parafii przez okres jednego roku.

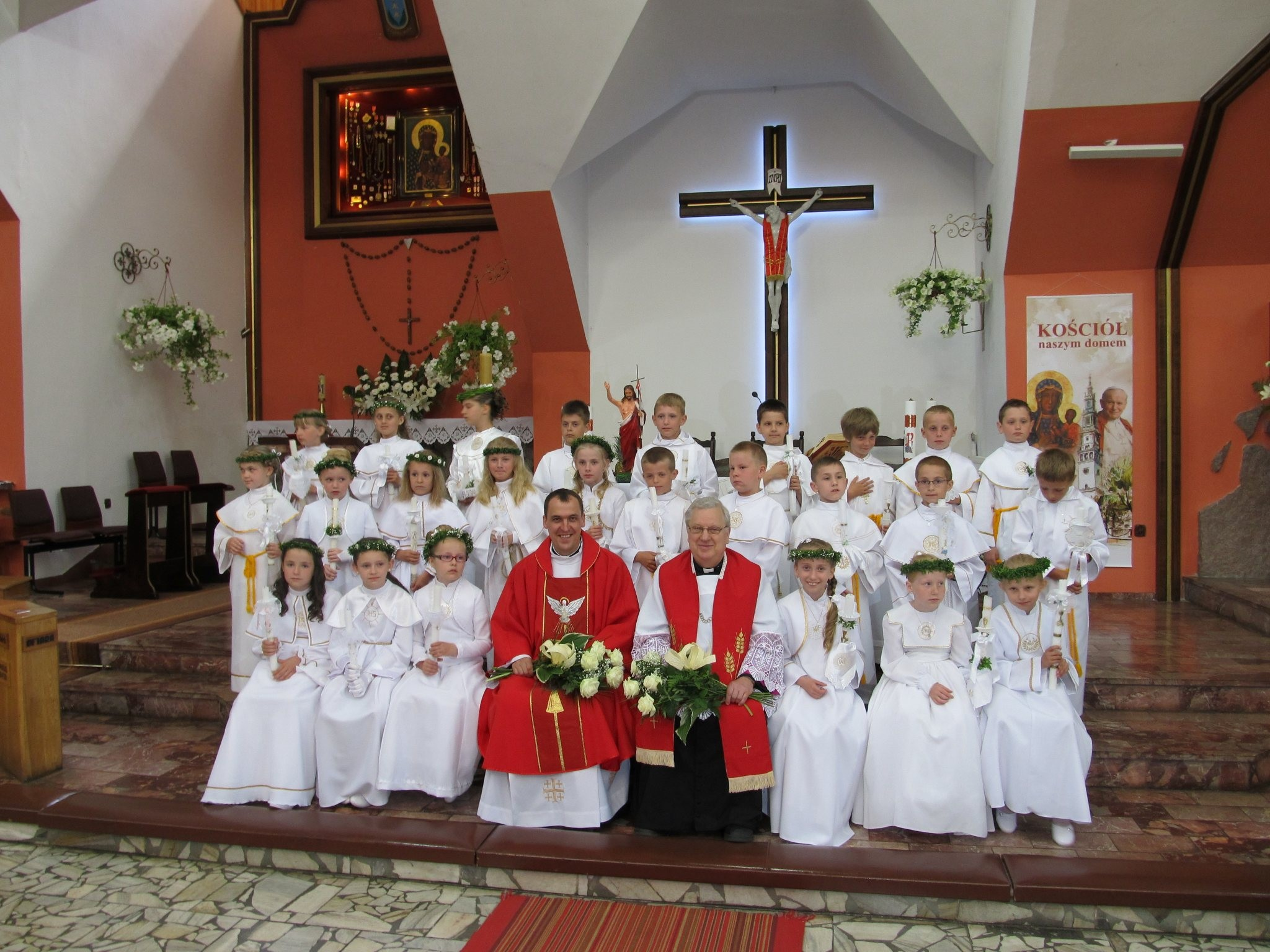
Nowo przyjęte dzieci w towarzystwie ks. proboszcza Romana (po prawej) oraz ks. wikariusza Marka

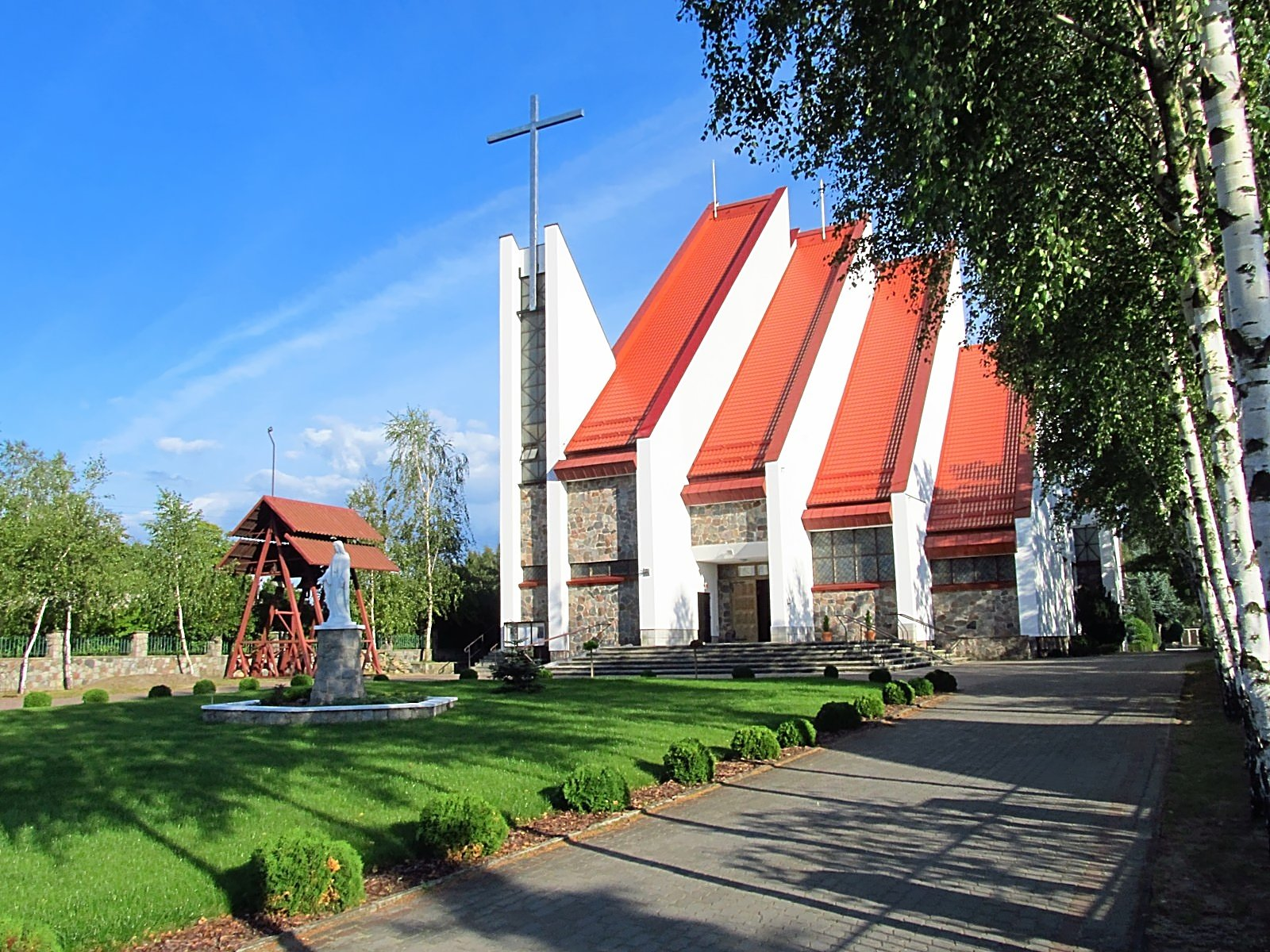
Kościół i zagospodarowany teren

Wielkie zaangażowanie w budowę nowego kościoła wnosili kolejni proboszczowie parafii, ale bez  udziału samych parafian oraz Zakładu Płyt Pilśniowych w Czarnej Wodzie nie mogło być mowy o dokonaniu tak dużego dzieła. Wśród osób udzielających się przy budowie kościoła należałoby wymienić prawie wszystkich mieszkańców Czarnej Wody.
W kościele na piętrze znajduje się kaplica św. Maksymiliana Kolbe w której, korzystając z gościnności ks. proboszcza, urządzane są wystawy rzeźb oraz obrazów o tematyce sakralnej.

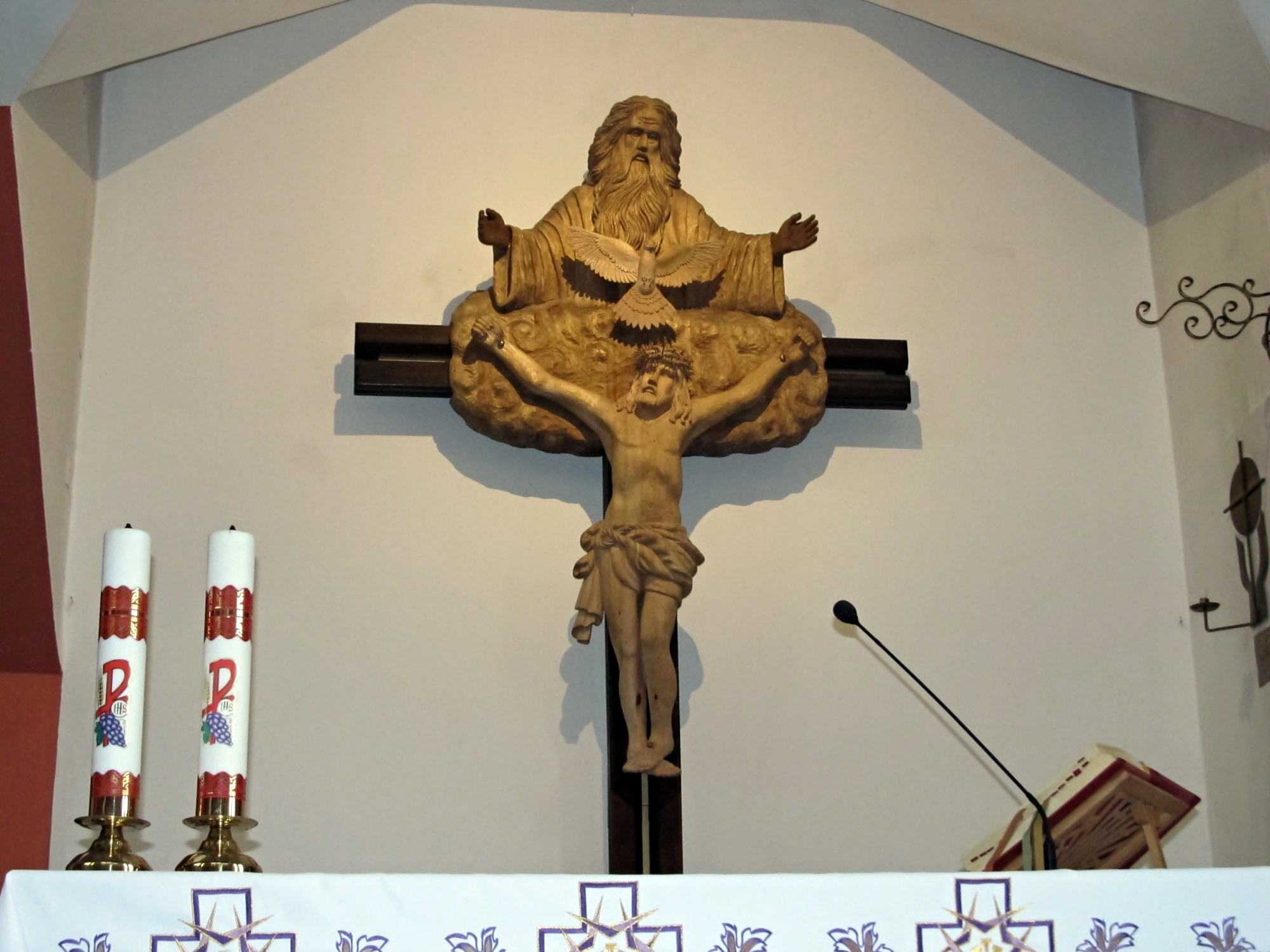
Trójca Święta w głównym ołtarzu

W 2014 roku, w prezbiterium nad ołtarzem głównym, została umieszczona rzeźba Trójcy Świętej, w miejscu, w którym wcześniej znajdował się wielki krzyż z ukrzyżowanym Jezusem. Rzeźba została wykonana z drewna lipowego, przez znanego na Pomorzu rzeźbiarza w drewnie i kamieniu, Ryszarda Prilla.

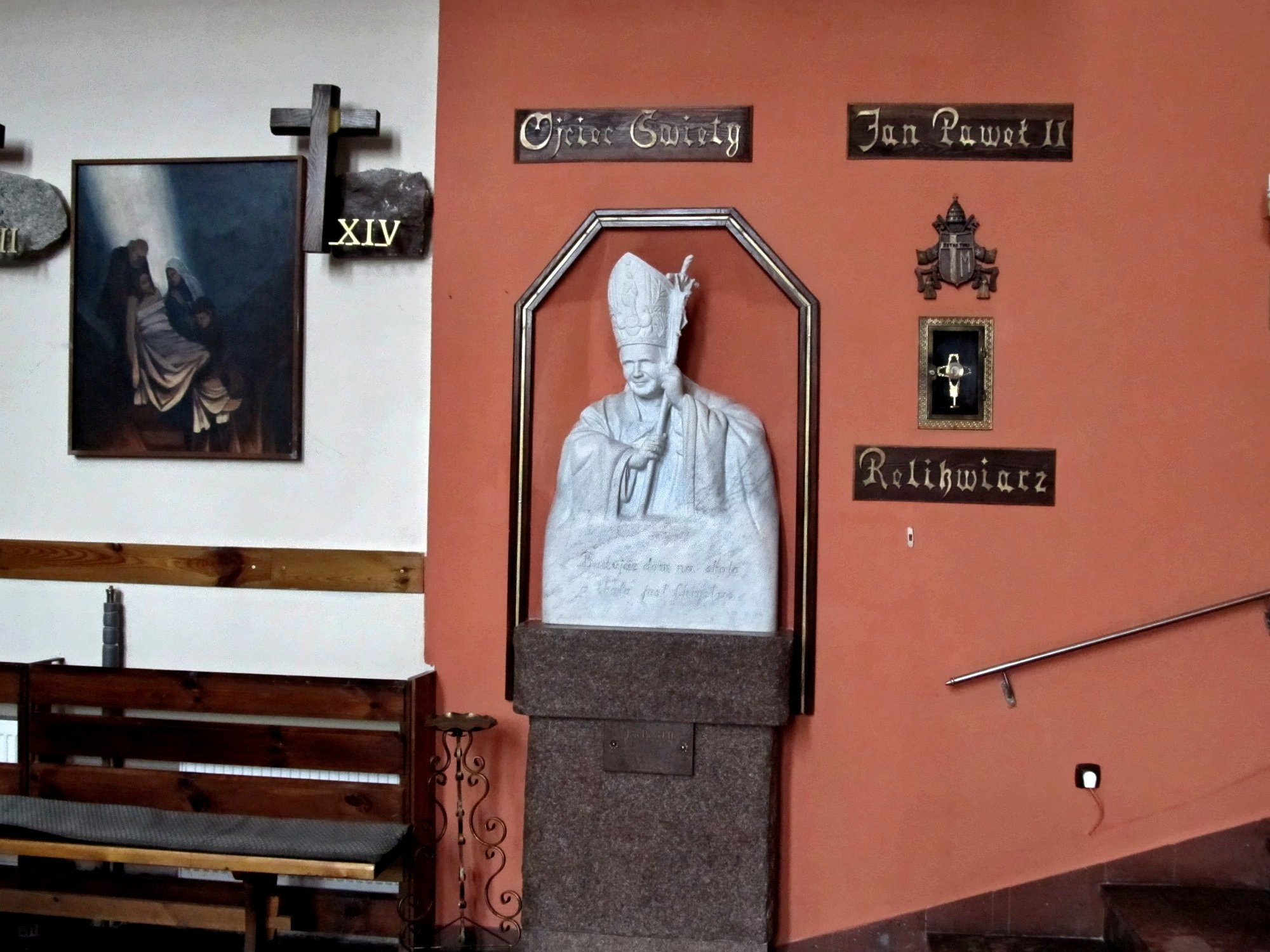
Popiersie św. Jana Pawła II i relikwie

Oprócz rzeźby Trójcy Świętej w kościele w Czarnej Wodzie znajdują się jeszcze dwie inne rzeźby dłuta Ryszarda Prill. Jest to wykonane z białego marmuru popiersie św. Jana Pawła II oraz figurka Matki Boskiej.
Pod koniec 2014 roku, w wewnętrznej ścianie kościoła, przy popiersiu św. Jana Pawła II, umieszczone zostały relikwie Świętego. Jest to fragment materiału puryfikaterza, użytego przez Ojca Świętego Jana Pawła II  podczas mszy świętej, odprawionej w dniu 7 czerwca 1997 roku w trakcie konsekracji kościoła na Krzeptówkach w Zakopanem, będącego votum wdzięczności za ocalone życie. Autentyczność relikwii została poświadczona odpowiednim dokumentem z Sanktuarium Matki Bożej Fatimskiej w Zakopanem na Krzeptówkach i znajduje się w kościele w Czarnej Wodzie.
W dniu 26 sierpnia 2019 roku, w związku z przejściem ks. kan. Romana Bruskiego na emeryturę, proboszczem parafii został ks. Grzegorz Sobota.
Z dniem 20 sierpnia 2021 r., na podstawie dekretu  Biskupa Pelplińskiego, proboszczem parafii został ks. Ireneusz Brzeziński.
Parafia jest w posiadaniu opracowanej przez śp. Pana Pawła Landserga w latach 1982–1994 kroniki wszystkich wydarzeń związanych z jej istnieniem.

## Ważne wydarzenia
- Konsekracja kościoła miała miejsce 25 sierpnia 1991 roku. Dokonał jej ksiądz biskup Marian Przykucki.
- 14 listopada 1995 roku zostały poświęcone przez ks. biskupa Jana Szlagę obrazy Stacji Drogi Krzyżowej, pędzla Tadeusza Rupiewicza.
- Poświęcenie przez ks. biskupa Jana Szlagę 23 sierpnia 1998 roku nowych organów, wykonanych przez Józefa Molina z Odrów.

## Dzwonnica
Na dzwonnicy zawieszone są trzy dzwony odlane w 1997 w ludwisarni Janusza Felczyńskiego w Ostrowie pod Przemyślem:
Mały dzwon o tonie dis" nosi nazwę Bernard, średni o tonie cis" – Jan Paweł II a duży o tonie h' – MB Częstochowska. Wszystkie dzwony mają jarzma łamane.